# Judith Piquet Flores
Judith Piquet Flores (Madrid, 10 de abril de 1979) es una abogada y política española del Partido Popular. Fue diputada en la Asamblea de Madrid desde 2021 hasta 2023, año en que es investida alcaldesa del municipio madrileño de Alcalá de Henares.

## Biografía
Judith Piquet es licenciada en Derecho por la Universidad de Alcalá y máster en Práctica Jurídica por el Ilustre Colegio de Abogados de Alcalá de Henares, donde ha desarrollado su trayectoria profesional, como abogada y cómo agente de empleo de desarrollo local.
En las elecciones municipales del año 2007 se presentó a los comicios en el puesto número 23 al Ayuntamiento complutense, sin que consiguiera el acta de concejal. En febrero de 2019 fue nombrada candidata del PP a las elecciones municipales que se celebraron en mayo de ese año, consiguiente 15.144 votos (16.93%) y 5 concejales, siendo la tercera fuerza más votada. Desde ese año es concejala en el consistorio del Ayuntamiento de Alcalá de Henares, por el Partido Popular, siendo también la portavoz de este grupo municipal durante cuatro años. Desde el año 2021 hasta el 2023 fue diputada en la Asamblea de Madrid.
La presidenta del Partido Popular de Madrid, Isabel Díaz Ayuso, confirmó a Judith Piquet como candidata a la alcaldía de Alcalá de Henares en las elecciones municipales que se celebraron el 28 de mayo de 2023. Tras las elecciones municipales de 2023 en Alcalá de Henares la candidatura del Partido Popular encabezada por Judith Piquet Flores logró 33.485 votos, lo que se tradujo en un total de 11 concejales. Gracias a ello, y al apoyo de los tres concejales de Vox, fue elegida Alcaldesa, la primera en la ciudad de Alcalá de Henares, el 17 de junio de 2023 en el pleno de constitución de la nueva corporación municipal surgida en dichos comicios.

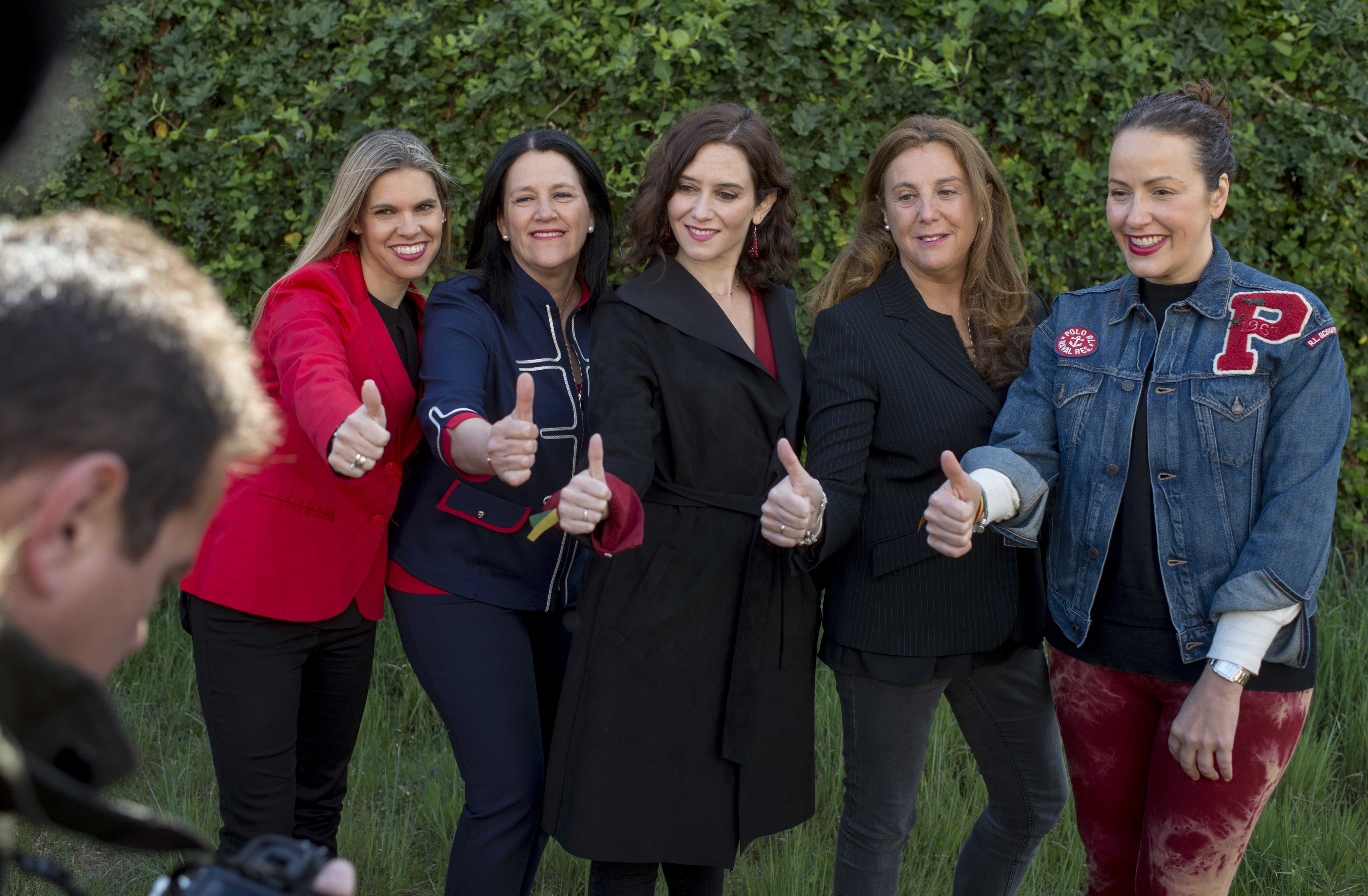
Actos en Móstoles